# Viridis Visconti
Viridis Visconti (1352-1414) fue una mujer de la nobleza italiana, hija de Bernabé Visconti y su esposa Beatrice Regina della Scala. Por su matrimonio con el duque Leopoldo III de Austria, Viridis fue Duquesa consorte de Austria, Estiria y Carintia, fue también la condesa consorte de Tirol.

## Familia
Viridis nació en Milán, Italia y fue el segundo de los diecisiete hijos.
Su hermana, Tadea Visconti se casó con el duque Esteban III de Baviera y fue madre de Isabel de Baviera-Ingolstadt, esposa de Carlos VI de Francia. Viridis y el resto de sus hermanas aseguraron matrimonios políticamente ventajosos.
Sus abuelos maternos eran Mastino II Della Scala y su esposa Tadea de Carrara. Sus abuelos paternos eran Stefano Visconti y su esposa Valentina Doria.
El padre de Viridis, Bernabé, fue descrito como un déspota cruel y despiadado. También fue un enemigo implacable de la Iglesia. Se apoderó de la ciudad papal de Bolonia, rechazó al Papa y su potestad, confiscó los bienes eclesiásticos, y prohibió a cualquiera de sus súbditos tener ningún trato con la Curia. Fue excomulgado como hereje en 1363 por el Papa Urbano V, que predicó una cruzada contra él. Cuando Bernabé estaba en uno de sus arrebatos frecuentes, sólo su esposa Beatrice, era capaz de acercarse a él.

## Matrimonio
Viridis se casó con Leopoldo III de Austria, hijo de Alberto II de Austria y su esposa Juana de Pfirt. La pareja tuvo seis hijos:
1. Guillermo de Austria
2. Leopoldo el Gordo
3. Ernesto el Férreo
4. Federico
5. Isabel (1378-1392)
6. Catalina (1385 -?) Abadesa de Santa Clara en Viena

Viridis enviudó en 1386, por lo que su hijo mayor, Guillermo se convirtió en duque de Austria.
Guillermo estaba comprometido con Eduviges I de Polonia, la hija menor del rey Luis I de Hungría, fue uno de los primeros intentos de la Casa de la Habsburgo para ampliar su esfera de influencia en Europa Central y del Este al casarse con herederas, una práctica que dio origen a la frase ‘‘Bella gerant alii: tu felix Austria nube’’ (Deje que los demás hagan la guerra: tu feliz Austria, cásate). El compromiso se rompió.
Viridis murió el 1 de marzo de 1414, sobrevivió al menos a tres de los seis hijos, ya que la fecha de la muerte de su hija menor,Catalina, es desconocida. Viridis está enterrada en Sittich de Baja Carniola